# Referendo sobre a adesão ao euro em 2003
O Referendo sobre a adesão ao euro em 2003 (Folkomröstningen om införande av euron i Sverige 2003) foi realizado em 14 de setembro de 2003 na Suécia.

## Resultado
O ”Não ao euro” venceu com 55.9% dos votos recolhidos.